# Fairey Fulmar
Fairey Fulmar byl britský dvoumístný jednomotorový stíhací, stíhací-bombardovací a průzkumný letoun, používaný v první polovině druhé světové války britským námořním letectvem (FAA — Fleet Air Arm).

## Vývoj

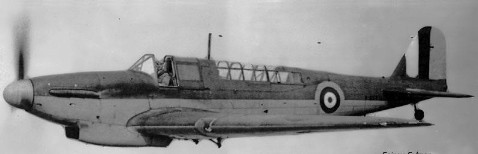
Pátý vyrobený Fairey Fulmar Mk.I (N1858)

Vývoj letounu začal roku 1937. Koncepce letounu vycházela z neúspěšného prototypu Fairey P.4/34, který byl vyvíjen jako nástupce lehkého bombardéru Fairey Battle. Fulmar byl jeho navalizovanou verzí, která odpovídala specifikacím 0.8/38 na dvoumístný námořní stíhač. Jelikož se neočekávalo, že by Fulmar bojoval proti nepřátelským stíhačům, byla při jeho vývoji upřednostněna těžká výzbroj a dlouhý dolet před výkony a obratností. Naopak byla vyžadována přítomnost druhého člena posádky. Tím byl radista - navigátor, který byl považován za nutného pro dlouhé operace nad mořem.
Výzbroj tvořilo osm kulometů ráže 7,7 mm a letadlo mohlo nést pod trupem i bombu o hmotnosti 113 či 227 kg. Celkem bylo postaveno 600 ks těchto letounů, z toho 250 kusů verze Mk.I (N1854-N1893, N1910-N1959, N1980-N2016 N3994-N4043, od N4060-N4100 a N4116-N4147 konverze na Mk.II) s pohonnou jednotkou Rolls-Royce Merlin VIII a 350 ks verze Mk.II (X8525-X8574, X8611-X8655, X8680-X8714, X8729-X8778, X8798-X8817, BP775-BP796, BP812-BP839, DR633-DR682 a DR700-DR749).
Prototyp Fulmaru (N1854), upravený z druhého prototypu P.4/34 (K7555), poprvé vzlétl na letišti RAF Ringway 4. ledna 1940, následovaný 6. dubna téhož roku druhým prototypem. První sériové stroje byly uvedeny do služby již v létě téhož roku, kdy se dostaly na letadlovou loď HMS Illustrious.
Fulmar Mk.II se od verze Fulmar Mk.I lišil silnější verzí vynikajícího motoru Rolls-Royce Merlin 30, který však vzhledem k vysoké hmotnosti letounu stále nestačil, Fulmar byl stále poněkud podmotorován. Novější verze se vizuálně lišila dalšími vstupy vzduchu přidělanými na obou stranách chladiče. První Mk.II (N4021) vznikl konverzí 155. stroje Mk.I a poprvé vzlétl 20. 1. 1940. V letech 1942 – 1944 bylo 100 kusů upraveno na noční stíhače Fulmar NF Mk.I a Fulmar NF Mk.II. Úprava spočívala především v instalaci radaru. Polovina z nich byla ihned použita k výcviku.

## Bojové použití
První jednotkou používající Fulmary byla 806. peruť, operující ještě před naloděním na HMS Illustrious z pozemních základen při obraně Norska a evakuaci z Dunkerque. Rozměrný Fulmar nebyl svými výkony srovnatelný s pozemními stíhači klasické jednomístné koncepce, ale jako užitečný se ukázal jeho velký dolet, vhodný pro průzkumné mise a ceněna byla i jeho příjemná pilotáž.

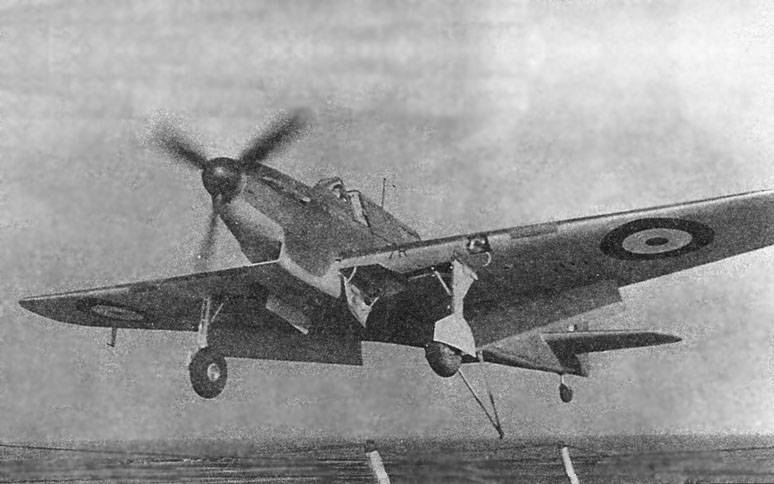
Fairey Fulmar Mk.I během přistání na palubě letadlové lodi

Letouny byly využívány zejména ve Středomoří. Fulmary sloužily také na Cejlonu a na palubách FCS – pomocných válečných lodí, vybavených katapultem. Uplatnily se zejména proti starším typům italského letectva.
První akcí Fulmarů ve Středomoří byl doprovod konvoje plujícího na Maltu v září 1940. Zde stroje ukázaly, že mohou být úspěšné i proti svým výkonnějším italským a německým protějškům. Během akce sestřelily 10 bombardérů a 6 stíhačů. Podílely se na stíhacím krytí letounů Fairey Swordfish, útočících na italské námořnictvo v Tarantu.
Během roku 1942 byl Fulmar ve službě nahrazován typy Supermarine Seafire a Grumman Martlet. Stále však sloužil jako noční stíhač, ochrana konvojů a také stroj pro výcvik posádek střemhlavých bombardérů Fairey Barracuda. Fulmary byly ze stíhacích perutí vyřazovány v roce 1943. Poslední kusy sloužily ještě v letech 1944 a 1945 na ochranu severních námořních cest do Sovětského svazu.
Typ používalo celkem 20 britských perutí. Operovaly z palub osmi letadlových lodí a pěti eskortních letadlových lodí. Jeho pilotům bylo uznáno 112 sestřelů a přes 80 poškozených letadel. To bylo nejvíce ze všech stíhacích letadel Fleet Air Arm. Ztraceno bylo nejméně 40 kusů.
Vichistická Francie během války ukořistila několik Fulmarů a použila je pro propagandu a testy. Později je předala Německu.
Jediným dochovaným Fulmarem je první prototyp, vystavený v muzeu Fleet Air Arm v Yeoviltonu.

## Specifikace (Mk. II)

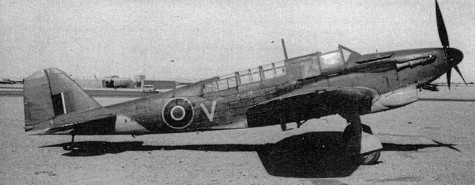
Fairey Fulmar Mk.II

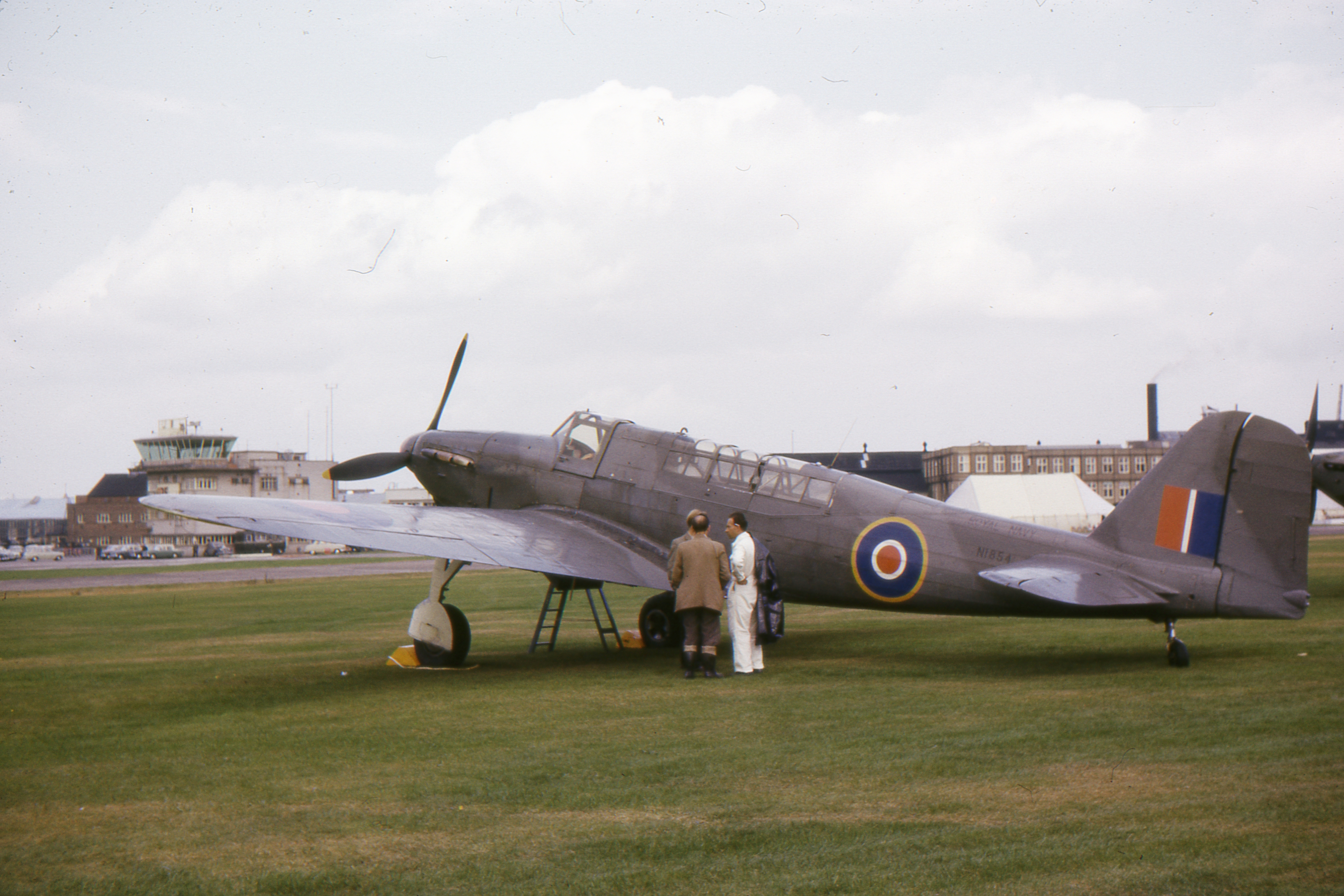
Fairey Fulmar (N1854)

### Technické údaje
- Osádka: 2
- Rozpětí: 14,14 m
- Délka: 12,24 m
- Výška: 3,25 m
- Nosná plocha: 31,77 m²
- Hmotnost prázdného letounu: 3923 kg
- Vzletová hmotnost: 4944 kg (s přídavnou nádrží 373 l)
- Pohonná jednotka: 1 × čtyřdobý zážehový kapalinou chlazený přeplňovaný vidlicový dvanáctiválec Rolls-Royce Merlin 30
  - Výkon pohonné jednotky: 1300 hp (969 kW)

### Výkony
- Maximální rychlost: 417 km/h ve výšce 2740 m
- Výstup na 4575: 12 min
- Dostup: 7284 m
- Dolet: 1255 km
- Vytrvalost: 5 hod. 30 min. (s přídavnou nádrží 373 l)

### Výzbroj
- 8 × kulomet Browning ráže 7,7 mm (1000 nábojů na zbraň, existovala i varianta se 4 kulomety ráže 12,7 mm a 370 náboji na zbraň)[1][pozn. 1]
- až 8 pum o hmotnosti 20/25 liber pod křídlem, anebo jedna puma o hmotnosti 113 či 227 kg pod trupem